# St. Barbara (Pitscheid)

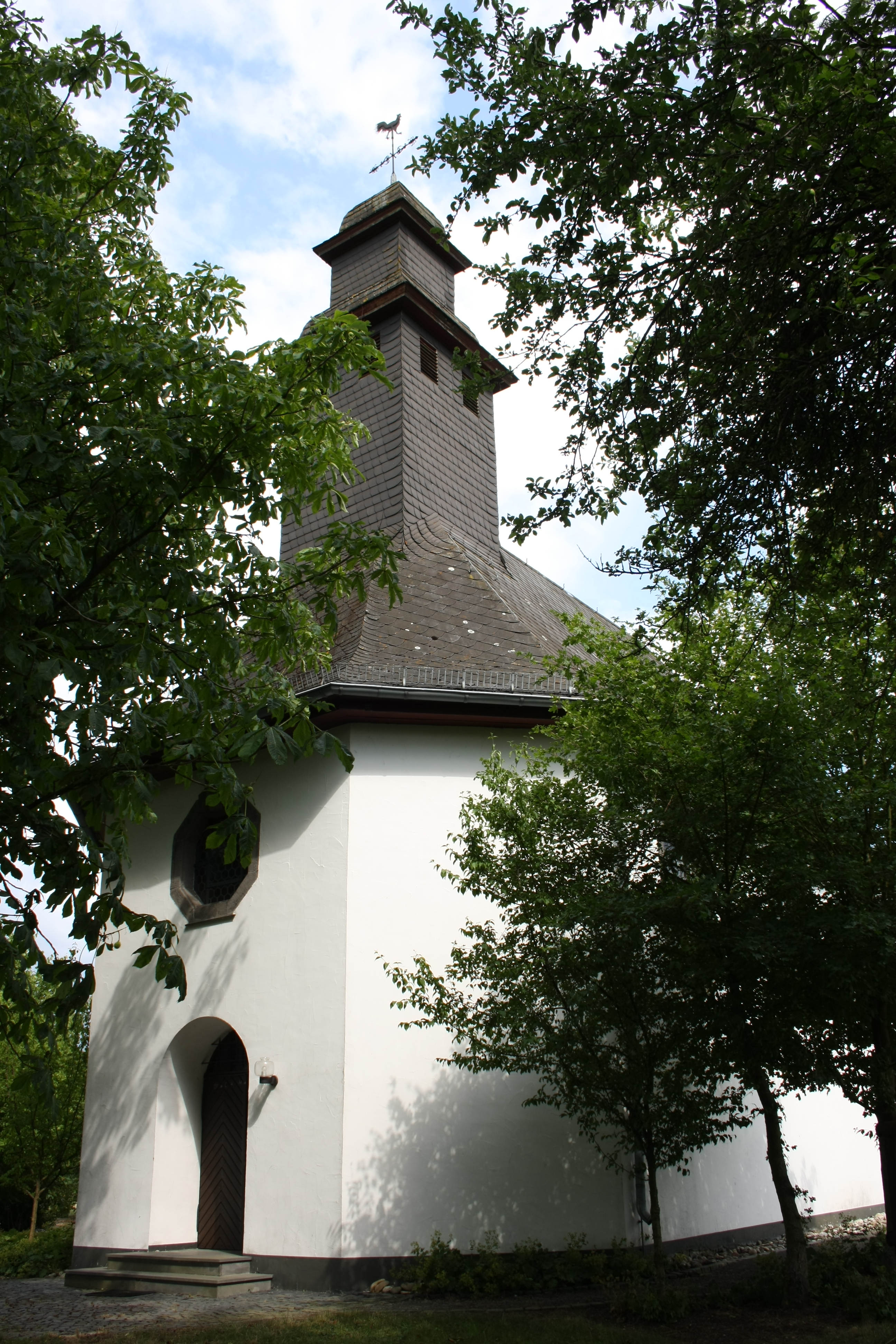
Kirche St. Barbara in Pitscheid

Die katholische Kirche St. Barbara in Pitscheid, einem Ortsteil der Ortsgemeinde Hümmel im Landkreis Ahrweiler im Norden von Rheinland-Pfalz, wurde ursprünglich 1727 errichtet und ist heute als Baudenkmal geschützt. Die Kirche ist der heiligen Barbara geweiht.

## Geschichte
Im Jahr 1727 wurde eine Kapelle in Pitscheid erbaut. Pfarrer Peter Althausen stiftete 1739 sein Vermögen zum Bau einer Kirche, so dass in den folgenden Jahren unter Einbeziehung der alten Kapelle eine Kirche errichtet werden konnte. Der Bruchsteinbau besaß rechteckige Fenster mit Basaltgewänden und war von einer flachen Spitzbogentonne gedeckt. Der Altar und zwei Glocken wurden in den Kirchenbau übernommen.

## Neubau
In den Jahren 1922/23 wurde nach den Plänen des Bonner Landesbaumeisters Theodor Wildeman eine Erweiterung vorgenommen. Der nun im Osten und Westen polygonal gebrochene Saalbau mit drei Achsen und abgewalmten Dach bewahrte nur ein Teil des alten Baues in der heutigen Sakristei. Auf dem First des Daches wurde ein Dachreiter errichtet. 
Die außerhalb des Ortes stehende Kirche wurde 1974 grundlegend renoviert.